# Республіка Македонія на зимових Олімпійських іграх 2014
Македонія на зимових Олімпійських іграх 2014 року у Сочі була представлена 3 спортсменами (2 чоловіками та 1 жінкою), які змагалася у 2 видах спорту (гірськолижний спорт та лижні перегони). Прапороносцем на церемонії відкриття був лижник Дарко Дам'яновський. 
Республіка Македонія вп'яте взяла участь у зимових Олімпійських іграх. Македонські спортсмени не завоювали жодної медалі.

## Спортсмени
| Вид спорту          | Чоловіки | Жінки | Всього |
| ------------------- | -------- | ----- | ------ |
| Гірськолижний спорт | 1        | 0     | 1      |
| Лижні перегони      | 1        | 1     | 2      |
| Усього              | 2        | 1     | 3      |

## Гірськолижний спорт
| Спортсмен         | Дисципліна                   | Спуск 1      | Спуск 1      | Спуск 2      | Спуск 2      | Разом        | Разом        |
| Спортсмен         | Дисципліна                   | Час          | Місце        | Час          | Місце        | Час          | Місце        |
| ----------------- | ---------------------------- | ------------ | ------------ | ------------ | ------------ | ------------ | ------------ |
| Антоніо Рістевскі | гігантський слалом, чоловіки | не фінішував | не фінішував | не фінішував | не фінішував | не фінішував | не фінішував |
| Антоніо Рістевскі | слалом, чоловіки             | 55.38        | 56           | 1:03.06      | 28           | 1:58.44      | 29           |

## Лижні перегони
| Дарко Дам'яновський | 15 км класичним стилем, чоловіки | 48:34.9      | +10:05.2     | 81           |              |              |              |
| Дарко Дам'яновський | 50 км вільним стилем, чоловіки   | не фінішував | не фінішував | не фінішував | не фінішував | не фінішував | не фінішував |
| Марія Колароска     | 10 км класичним стилем, жінки    | 44:46.0      | +16:28.2     | 74           |              |              |              |

Спринт
| Спортсмен           | Дисципліна       | Кваліфікація | Кваліфікація | Чвертьфінал | Чвертьфінал | Півфінал   | Півфінал   | Фінал      | Фінал      |
| Спортсмен           | Дисципліна       | Час          | Місце        | Час         | Місце       | Час        | Місце      | Час        | Місце      |
| ------------------- | ---------------- | ------------ | ------------ | ----------- | ----------- | ---------- | ---------- | ---------- | ---------- |
| Дарко Дам'яновський | спринт, чоловіки | 4:08.56      | 78           | не пройшов  | не пройшов  | не пройшов | не пройшов | не пройшов | не пройшов |